# Leonidas Pelekanakis
Leonidas Pelekanakis –en griego, Λεωνίδας Πελεκανάκης– (El Pireo, 2 de noviembre de 1962-14 de enero de 2021) fue un deportista griego que compitió en vela en la clase Soling.
Ganó una medalla de oro en el Campeonato Mundial de Soling de 1993. Participó en tres Juegos Olímpicos de Verano, entre los años 1984 y 2004, ocupando el sexto lugar en Los Ángeles 1984 en la clase Soling.
Falleció a los 58 años debido a una infección de COVID-19.

## Palmarés internacional
| \| Campeonato Mundial \| Campeonato Mundial \| Campeonato Mundial \| Campeonato Mundial \| \| Año \| Lugar \| Medalla \| Clase \| \| ------------------ \| ------------------ \| ------------------ \| ------------------ \| \| 1993 \| Falero (Grecia) \| Medalla de oro \| Soling \| |                 |                |        |
| Campeonato Mundial |                 |                |        |
| Año | Lugar           | Medalla        | Clase  |
| 1993 | Falero (Grecia) | Medalla de oro | Soling |